# ブルーノ (クマ)
ブルーノ (英：Bruno, 1962年 - 1981年頃) はオスのアメリカグマの個体であり、1967年 - 1969年にCBSのテレビドラマシリーズ『くまとマーク少年』で主要な役柄であるクマのベンを演じたことでよく知られている。ブルーノは1967年にテレビドラマに先行して公開された長編映画『大ぐまベン』でも大人になった熊のベンを演じた。1968年、ブルーノはパッツィー賞において『大ぐまベン』で1位、『くまとマーク少年』で2位の賞を獲得した。『くまとマーク少年』シリーズが終わった後、ブルーノは1972年のジョン・ヒューストン監督、ポール・ニューマン主演の映画『ロイ・ビーン』にも出演した。
後述するように改名したことがあるが、本記事中では原則として「ブルーノ」表記で統一する。
1910年代から1920年代、初期のクマの俳優でゲイル・ヘンリー主演の『ハー・ウィークエンド』（Her Week-End, 直訳：彼女の週末）など、マック・セネットのコメディー映画数本や他のコメディー映画に出演した同名のクマがいたが、この記事のブルーノとは関連や接点はない。

## 前半生
ブルーノがラルフ・ヘルファーのアフリカUSA動物牧場に買い取られたのは1965年以前のことだった。アフリカUSAは当時カリフォルニア州サンタクラリタ市ソーガス近くのソールダッド峡谷に位置し、映画やテレビ番組のためにハリウッドに訓練された動物を提供していた。提供先にはアイヴァン・トースの作品多数が含まれていた。ケン・ベック (Ken Beck) とジム・クラーク (Jim Clark) によれば、ブルーノとその兄弟1頭はまだ仔グマのときにウィスコンシン州で親を失い、後に私的なパーティーでヘルファーに買い取られたという。1968年、『くまとマーク少年』シリーズの興行中にブルーノ（当時はショーのため『ベン』と改名されていた）が「発見」されたとの報告があった。ブルーノは1962年生まれとされ、当時6歳であった。1970年、ラルフ・ヘルファーは『くまとマーク少年』に出演したクマの1頭がホワイトレイクにあるアイヴァン・ウォルターズ (Ivan Walters) の牧場から入手したものだと確認した。
アントニー・トニー・ペルキー (Anthony "Tony" Pelky)はオコント郡レイクウッドの近くにあったチェイン・レイク・ゲーム・ファーム (Chain Lake Game Farm)のオーナーであった。彼の息子は彼の存命中および1986年に亡くなった際に、自分の父ペルキーは「ジェントル・ベンを仔グマから育てた男」だと主張していた。トニー・ペルキーによれば、「ジェントル・ベン」とその兄弟の2匹は1962年にレイクウッドの近くで生まれた。兄弟が生まれてすぐに母グマはハンターに殺され、仔グマたちはハンターの息子に引き取られて人工哺乳で育てられた。地元の猟区管理人は仔グマを公的に保護し、1匹をペルキーに提供した。ペルキーによれば、彼が「スモーキー (Smokey)」と名付けたこの子グマは訓練を受けていなかったにもかかわらず、「彼がこれまで見たなかで最も人に慣れたクマ」だったという。スモーキーは最終的には成獣になり体重650ポンド (290 kg)にまで育つのだが、人間の腕を噛まずに口に入れたり、イヌと闘わずに離れたりしたものだった。ペルキー親子によれば、このクマのことを聞きつけたアフリカUSAのトレーナーは従順な気性と巨大な体格に感動し、500ドルまたは600ドルでこのクマを買い取ったという。また、彼ら親子は後に『くまとマーク少年』のオープニングに登場したクマがかつて自分たちが売ったクマだと気づいたという。だが、ペルキーは1968年に売ったと証言しているが、その一方でアフリカUSAは1962年にブルーノを入手し、1965年までにはブルーノはアフリカUSAの牧場で生活していたと報告されている。1967年のインタビューで『くまとマーク少年』に出演した俳優デニス・ウィーバーが述べたところによると、シリーズ中にジェントル・ベンの役はスモーキーという名のクマからブルーノに交代したという。
アフリカUSAに到着した後、ブルーノは爪と歯を取り除かれ、ヘルファーの「愛情訓練」システム（体罰や褒美の餌に頼るのではなく訓練士が愛情を注ぎ大事にすることで動物との絆を構築しようとする方法）を用いて演技の仕事のために訓練を受けた。ブルーノの現役時代、体重は変動している可能性もあるが600ポンド (270 kg)から800ポンド (360 kg)の間で報告されており、身長は7フィート (2.1 m)、7.5フィート (2.3 m)、8フィート (2.4 m)以上と様々な記述がある。

## キャリア

### 初期
1965年、アイヴァン・トース監督の動物園から解放された動物を描いた映画『ゼブラ・イン・ザ・キッチン』（MGM社）で、ブルーノは映画デビューした。彼は同じくトースの人気テレビシリーズ『密林王国ダクタリ』にもゲスト出演し、アフリカの奥地へと逃亡した病気のサーカスグマを演じた。1966年4月のTVガイドに掲載されたクリーブランド・アモリーの記事では、ブルーノは「7フィート (2.1 m)で700ポンド (320 kg)のアメリカグマであり、おそらく働いているクマとしては世界最大だが、非常に温和なので子供たちは彼の背に乗ることができる」と描写された。
『くまとマーク少年』でスターとして知られるようになる以前、ブルーノは死や重傷から辛うじて逃れたことが少なくとも2回あった。1965年12月29日、記録的な豪雨によりソールダッド峡谷のアフリカUSAの区画で8フィート (2.4 m)の深さの鉄砲水が発生した。大半の動物は救出されたが、ブルーノは鉄砲水に流されてしまい、水害が収まった後も発見することができなかった。アイヴァン・トース・プロダクションはラジオと新聞を通じて、ブルーノを見つけ次第銃撃するのは止めてほしいと地区の住民に頼み、ブルーノは歯がなく「無害でコーラや果物が大好物だ」と大衆に保証した。数日後、ブルーノは自力で牧場に帰還し、自分の檻を引っかいて中に入りたがった。ブルーノは体重が数ポンド落ちて泥だらけではあったが健康だった。
1966年7月12日、サザン・パシフィック鉄道の機関車が暴走、脱線してアフリカUSAの区画にあったいくつかの檻に衝突、線路の従業員1人が死亡した。ブルーノの檻も破壊されたが、彼自身は事故が発生する少し前に訓練士によって散歩に連れ出されていたため無事だった。

### 『くまとマーク少年』

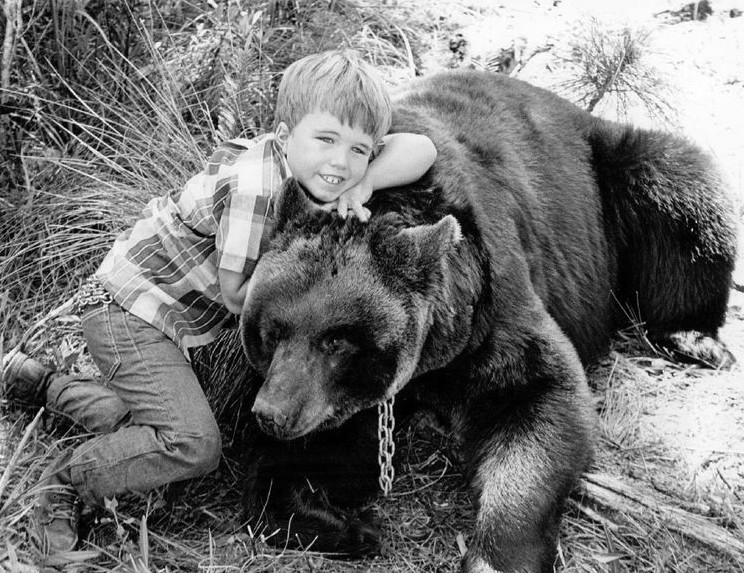
「マーク・ウェドロー」役のクリント・ハワードと「ベン」役のブルーノ（1967年）

1967年の長編映画『大ぐまベン』とこの映画を元にした1967-1969年のCBSのテレビシリーズ『くまとマーク少年』に主役のクマ「ベン」役で出演したことで、ブルーノの名声は高まった。この映画とテレビシリーズでは、ベンという名前の大きなオスのクマと、フロリダ州エバーグレーズの自然保護観察官を父に持つ少年マーク・ウェドローの冒険を描いている。ブルーノはシリーズの撮影でフロリダに行ったが、暑さに適応できず体重が減少し、体格を元に戻すためにアフリカUSAに戻らなければならなくなった。1961年1月の洪水でアフリカUSAが深刻な被害を受けた後、ブルーノはフロリダに恒久的に移住した。
場面ごとに必要な行動に応じて数頭のクマがベンを演じたが、ブルーノは大きいサイズ、比較的大人しい気性、行動の幅広さ、顔の表情、子供と一緒にうまく働く能力のために人気者であった。ヘルファーは「ブルーノは自分の仕事のほとんどをこなした」と述べ、その仕事の中にはテレビシリーズのエアボートに乗るシーン、自分自身を攻撃するシーン、悪人を捕まえるシーンなどがあった。映画とテレビシリーズで「マーク」役で共演した子役クリント・ハワードによると、ブルーノは走るのが好きではなかったためブック (Buck)という名前のクマが一緒に使われていたが、撮影の75 %はブルーノがこなしたという。ハワードはブルーノと共演していたとき6 - 10歳の少年だったが、彼によるとブルーノと共演中に発生したトラブルは1回だけで、彼の上にブルーノが座ってしまいトレーナーが降りさせたことだけだという。
ブルーノは大食漢で知られており、コカ・コーラ、果物、トゥーシーロールが大好物だった。脚本の中の彼が食べ物を拒むシーンでは、ブルーノは事前に大量の食事を与えられており、またスタッフはそのシーンの撮影中、食料をコールドクリームとシャネルNo.5で覆っていたのだが、彼はそれにもかかわらず食べ続けた。ブルーノはしばしば俳優やスタッフから紙巻きたばこを盗んで食べた。ヘルファーは「私たちが昼食中にしていた遊びがあった。私たちは円の中にいるブルーの周りを走り、彼は私たちを腕の中に捕まえ、私たちは取っ組み合いをし、楽しく遊んだものだった。彼は疲れたとき、君の上に座ったものだった」と述べた。
1967 - 1969年にシリーズが放送されていた間は、記事や他の公的な資料ではブルーノの名前は一時的に「ベン」もしくはときどき「ジェントル・ベン」に変更されていた。シリーズが終わった後、彼の名前はブルーノに戻された（1960年代後半から1970年代にかけては、ブルーノに加えシリーズに出演または関与した他のクマも「ジェントル・ベン」の名前で公的に記載された）。
映画『大ぐまベン』とテレビ番組『くまとマーク少年』には数人のトレーナーが関与していたが、テレビ番組でのブルーノとの日々の仕事のほとんどはモンティー・コックス (Monty Cox)とヴァーン・ディボード (Vern Debord)が行っていた。ヘッド・トレーナーのコックスはブルーノに必要な愛情や関心を与えるため、マイアミのアパートでブルーノと一緒に生活していた。コックスによれば、ブルーノはときどき彼を追ってシャワールームに入り、彼のベッドで眠ったという。

### 後期
1969年にテレビシリーズ『くまとマーク少年』が終了した後、訓練士のロン・オクスリー (Ron Oxley)と共にカリフォルニア州のソールダッド峡谷に戻った。オクスリーは『くまとマーク少年』でトレーナーとして働いた人物であり、映画やTVの仕事用に訓練された動物を提供するため『アクション・アニマルズ (Action Animals)』を起業していた。なお、当時アフリカUSAは2回の大きな洪水と1969年初期に発生した火災で大きな被害を受けた後であり、閉鎖と長期移転を余儀なくされていた。ブルーノ、オクスリー、そしてネイル (Neil)という名前の訓練されたライオンは一緒に生活していた。ブルーノとネイルは互いに仲が良く、オクスリーはときどき2匹の片方だけが出演するときであっても2匹両方を現場に連れていった。オクスリーの死後、彼の死亡記事ではこの2匹についてオクスリーが訓練した多数の動物の中で最も評価されたと記載した。
1972年11月、ブルーノはテレビドラマ『ガンスモーク』のシーズン18のエピソード10「Tatum」に出演したことで評判になった。撮影現場は砂漠だったので、地面がブルーノの足にとって熱くなりすぎないよう、彼の出演シーンは早朝に撮影しなければならなかった。この時点で、ブルーノは400以上のテレビ番組のクレジットに出演者として記載されていた。
ブルーノは1972年のジョン・ヒューストン監督の映画『ロイ・ビーン』への出演で再びニュースになった。この映画でブルーノは、判事のロイ・ビーン（演：ポール・ニューマン）の仲間のクマ、ウォッチ・ベアー (aka Zachary Taylor)を演じた。映画の題材になった判事のロイ・ビーンは1800年代後半にテキサス州のラングトリーで治安判事として働いていたときに同じくブルーノという名前のアメリカグマをペットとして飼育しており、このペットのクマを映画用に脚色した「ウォッチ・ベアー」という役がブルーノの担当だった。この映画の製作中、オクスリーはライオンのネイルをブルーノと共に撮影現場に連れていった。報道によると、そこでネイルは現場を訪れていた新聞記者に小便をかけ、女優のジャクリーン・ビセットのトレーラーに入り込んで荒らしてしまった。ヒューストンはこの2頭どちらにも気を配っており、ニューマンにブルーノと調和するよう映画のために顎鬚を伸ばしてはどうかと励ました。映画自体の評価は様々だったが、ブルーノの演技は良い評価を得ていた。ブルーノはニューマンと共演した全ての場面で人気をさらっていったと一部の批評家は述べていたが、ニューマン自身も同意見だった。
この他にブルーノが出演した長編映画には、1975年のアドベンチャー映画『アドベンチャー・ファミリー』、1975年のジャン＝マイケル・ヴィンセント主演のホラー映画『悪霊』、1976年のテレビ映画でヨセミテ国立公園のガレン・クラークを主題にした伝記映画『ガーディアン・オブ・ジ・ウィルダネス (Guardian of the Wildernes)』がある。
ブルーノはまたテレビにも出演し続け、1973年のキャス・エリオットのテレビ特番『Don't Call Me Mama Anymore（直訳：私をママと呼ばないで』と『マーヴ・グリフィン・ショー』に出演した。また、時折オクスリーと共にサーカスやイベントにも個人的に参加した。

### 受賞歴
1968年、ブルーノは『大ぐまベン』の演技でパッツィー賞の映画部門を受賞した。テレビ部門でも『くまとマーク少年』シリーズでノミネートされていたが、『農園天国』に出演したブタのアーノルドに負けて2位になった。
1973年、ブルーノは『ロイ・ビーン』で再びパッツィー賞にノミネートされた、1977年にも『ガーディアン・オブ・ジ・ウィルダネス』でノミネートされたが、受賞できなかった。

## 死去
1985年にロン・オクスリーが急死した後、オクスリーの死亡記事の内の1つでその友人のキャロル・リギンズ (Carol Riggins)はブルーノが4、5年前に既に亡くなっていると述べた。つまり、ブルーノは1980年から1981年に18歳か19歳で死亡したということである。

## 主な出演作品

### 映画
- ゼブラ・イン・ザ・キッチン（英語版） （1965年）
- 大ぐまベン（英語版） （1967年）
- ロイ・ビーン （1972年）
- アドベンチャー・ファミリー（1975年）
- 悪霊（英語版） （1976年）
- ガーディアン・オブ・ジ・ウィルダネス (Guardian of the Wildernes) （テレビ映画）（1976年）

### テレビ番組
- 密林王国ダクタリ（英語版） - シーズン2・エピソード11『Shoot to Kill』 （1966年）
- くまとマーク少年 - 主演 （1967 - 1969年）
- ガンスモーク - シーズン18・エピソード10『Tatum』 （1972年）
- キャス・エリオットの特番『Don't Call Me Mama Anymore（私をママと呼ばないで）』 （1973年）
- マーヴ・グリフィン・ショー - シーズン13・エピソード139 （1976年4月2日）